# Толбот, Элизабет, 3-я баронесса Лайл
Элизабет Толбот (англ. Elizabeth Talbot; примерно 1452 — 8 сентября 1487) — английская аристократка, 3-я баронесса Лайл в своём праве (suo jure) с 1470 года. Дочь Джона Толбота, 1-го барона Лайла и 1-го виконта Лайла, и его жены Джоан Чеддер. После смерти брата Томаса унаследовала часть семейных владений и права на баронский титул. Была замужем за Эдуардом Греем, который стал бароном Лайл jure uxoris, а в 1483 году получил титул виконта Лайла. В этом браке родились:
- Джон (1481—1504), 2-й виконт Лайл и 4-й барон Лайл;
- Энн;
- Элизабет (1470/82/84 — 1525/26), 6-я баронесса Лайл, жена Эдмунда Дадли и Артура Плантагенета, внебрачного сына короля Эдуарда IV, ставшего благодаря этому браку 1-м виконтом Лайл очередной креации;
- Мюриэль или Маргарет, жена Эдуарда Стаффорда, 2-го графа Уилтшира[3][4].